# Terraforming Mars
Terraforming Mars est un jeu de société pour 1 à 5 joueurs conçu par Jacob Guy Fryxelius et publié par FryxGames en 2016. Il a été traduit en français par Intrafin.
Dans Terraforming Mars, les joueurs jouent le rôle de sociétés travaillant ensemble pour terraformer la planète Mars en augmentant la température, en ajoutant de l'oxygène à l'atmosphère, en couvrant la surface de la planète avec de l'eau et en créant la vie végétale et animale. Les joueurs s'affrontent pour gagner le plus de points de victoire, mesurés par leur contribution à la terraformation et à l'infrastructure humaine. Les joueurs atteignent ces objectifs en collectant des revenus et des ressources qui leur permettent de jouer divers projets, représentés par des cartes (tirées d'un jeu de plus de 200 cartes uniques), qui augmentent leurs revenus ou leurs ressources ou contribuent directement à la terraformation de la planète ou à la construction d'infrastructures.
Le jeu a été bien reçu par les fans et les critiques, gagnant ou étant nommé pour plusieurs prix et distinctions.

## Principe général

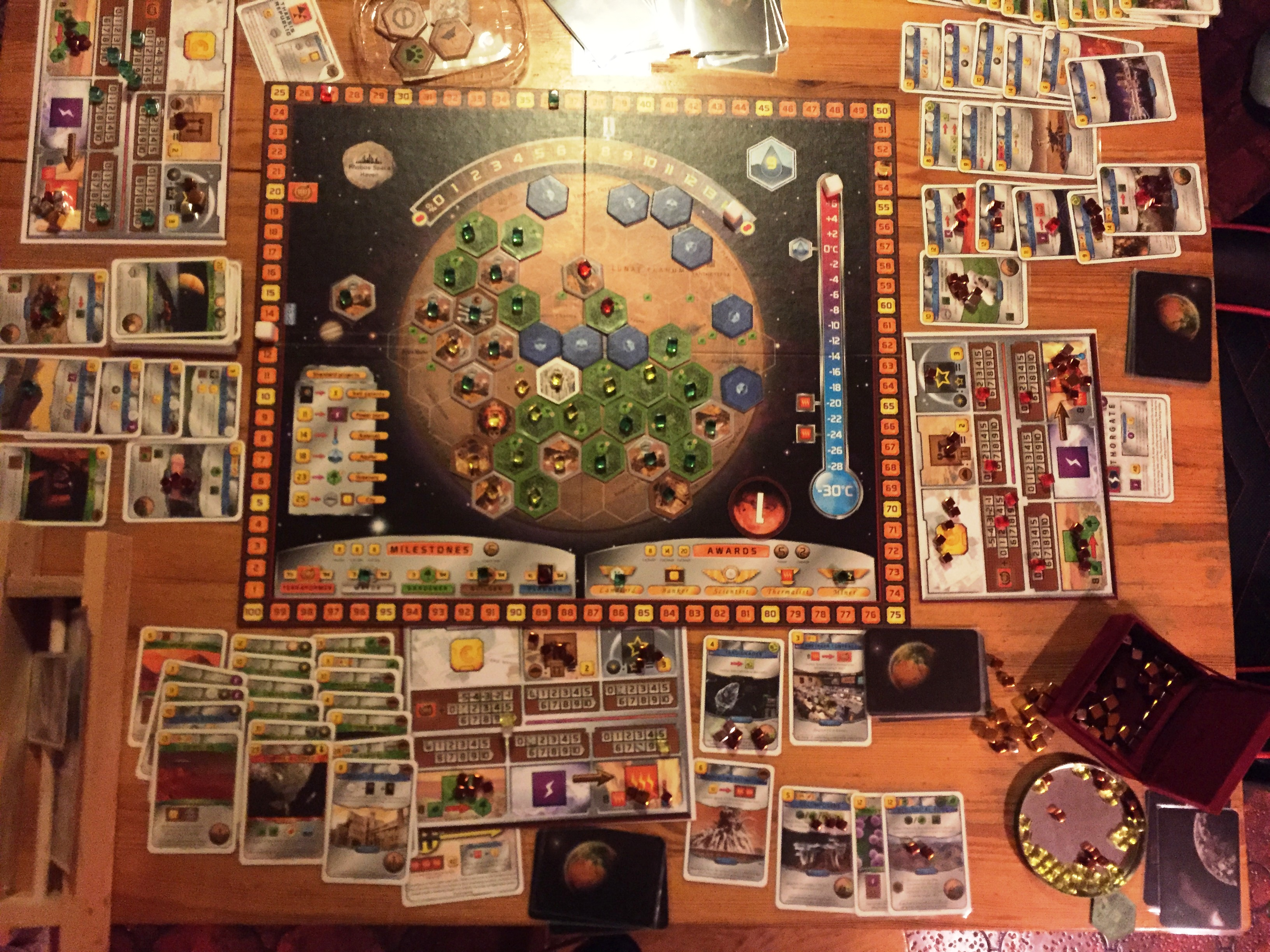
Une partie de Terraforming Mars

Les joueurs représentent des sociétés concurrentes qui ont toutes un intérêt dans la terraformation de Mars. Le plateau de jeu représente la surface de la planète sous la forme d'un pavage hexagonal de 61 cases. Chaque hexagone représente environ 1% de la surface de Mars. Sur ces hexagones, les joueurs peuvent placer des océans, des forêts, des villes et d'autres caractéristiques spéciales. Le jeu se termine lorsque les joueurs remplissent trois conditions de terraformation : augmenter le niveau d'oxygène de l'atmosphère de 0 à 14%, augmenter la température de -30 à +8 degrés Celsius, et couvrir 9% de la surface de Mars par l'océan (représenté dans le jeu par 9 tuiles océan placées sur Mars).
Les joueurs atteignent ces conditions de fin en jouant des cartes qui représentent diverses technologies ou bâtiments utilisés pour terraformer Mars,. Le jeu se déroule sur plusieurs générations, chacune représentée comme un tour de jeu. Une génération commence avec les joueurs tirant des cartes, puis les joueurs effectuent à tour de rôle des actions (qui peuvent être des cartes à jouer, en utilisant la capacité d'une carte déjà en jeu ou en payant l'une des nombreuses actions représentées sur le plateau). Une fois que tous les joueurs ont fini leurs actions, ils collectent des revenus et des ressources en fonction de leur niveau de production, puis la génération suivante commence.
Chaque fois qu'un joueur exécute une action qui fait progresser l'une des conditions de terraformation, le Niveau de Terraformation (NT) du joueur augmente. Le NT d'un joueur représente non seulement les points de victoire gagnés pendant le jeu, mais augmente également le revenu d'un joueur à la fin de chaque génération.
Le jeu se termine à la fin d'une génération lorsque les trois conditions de terraformation sont remplies,. Ensuite, les joueurs comptent leurs points, qui proviennent de leur NT à la fin du jeu, des villes et des forêts qu'ils ont placées sur Mars, des objectifs qu'ils ont atteints pendant le jeu et des cartes qu'ils ont jouées. Le joueur avec le score le plus élevé gagne.

## Extensions
Cinq extensions ont été publiées,,, : 
- Hellas et Elysium (2017), qui ajoute un plateau double face représentant deux nouvelles régions de Mars, chaque région ayant sa propre répartition de terrain et ses objectifs de fin de partie
- Venus Next (2017), qui ajoute un plateau latéral représentant Vénus comme une occasion de terraformation et de nouvelles cartes associées
- Prelude (2018), qui ajoute des cartes que les joueurs prennent lors de la mise en place du jeu pour lancer leur production et la terraformation
- Colonies (2018), qui ajoute des zones à coloniser autour du système solaire, offrant des moyens alternatifs d'obtenir des ressources
- Turmoil (2019), qui ajoute un gouvernement martien avec plusieurs factions politiques, chacune avec ses propres programmes, que les joueurs peuvent influencer pour gagner divers bonus

## Récompenses
Popular Mechanics a nommé Terraforming Mars comme l'un de ses 50 meilleurs jeux de l'année. Polygon a nommé Terraforming Mars son finaliste pour le meilleur jeu de 2016 et le meilleur jeu de stratégie de 2016, Ars Technica a répertorié le jeu comme l'un de ses 20 meilleurs jeux de 2016, et Vulture l'a appelé « le meilleur jeu de haute stratégie de 2016 » .
Le jeu a été nommé pour le prix Kennerspiel des Jahres 2017 du meilleur jeu de stratégie de l'année. En 2019, Terraforming Mars est classé 3ème parmi tous les jeux de société sur BoardGameGeek.
Hellas et Elysium et Venus Next ont été les deux finalistes du prix Golden Geek pour la meilleure extension d'un jeu en 2017.
Terraforming a également remporté en 2018 l'As d'or Jeu de l'année dans la catégorie expert.